# Sphoeroides testudineus
Sphoeroides testudineus is een straalvinnige vissensoort uit de familie van de kogelvissen (Tetraodontidae). De wetenschappelijke naam van de soort is gepubliceerd in 1758 door Linnaeus als Tetraodon testudineus in de tiende editie van Systema naturae.